# Croydon Minster

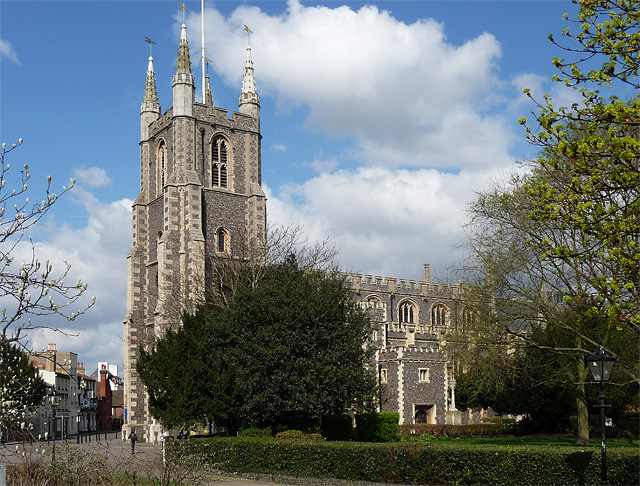
Croydon Minster

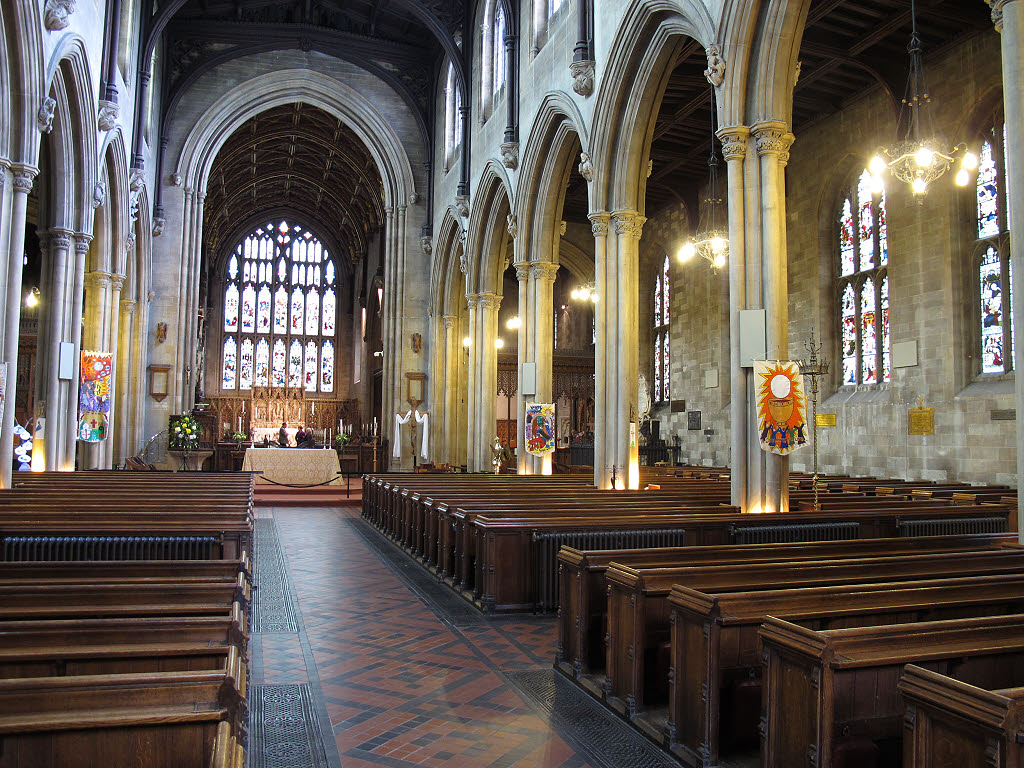
Innenansicht

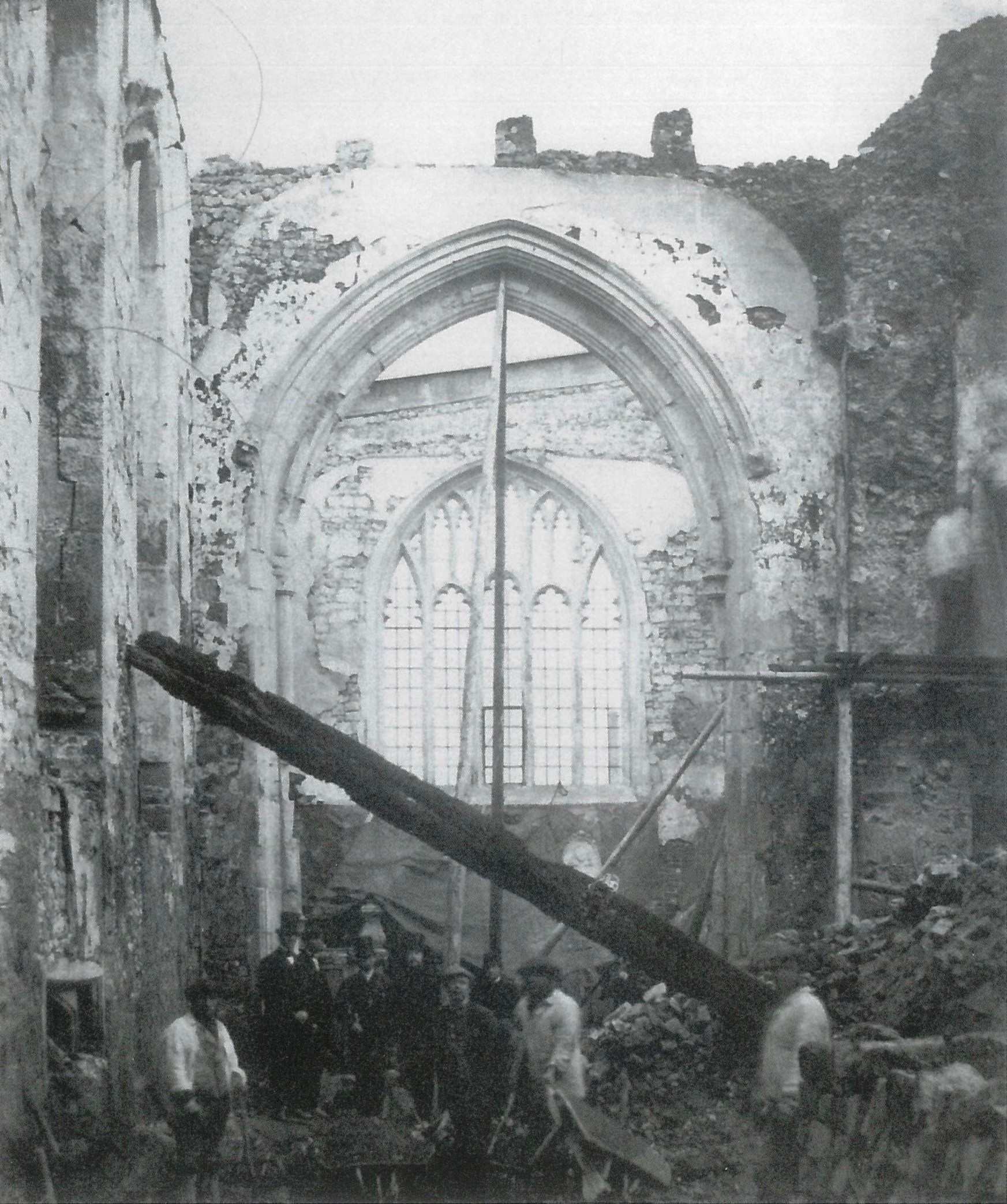
Kirche nach dem Brand von 1867

Das Croydon Minster ist eine zu Ehren Johannes des Täufers (St John the Baptist) geweihte Kirche der Church of England in der Diözese Southwark im Londoner Vorort Croydon. Im Jahr 1951 wurde der architektonisch sehr einheitlich gestaltete Kirchenbau als Grade-I-Baudenkmal eingestuft; 2011 erhielt er den Status eines Minsters.

## Geschichte
Bereits in angelsächsischer Zeit gab es an gleicher Stelle eine Kirche, die im Jahr 1086 auch im normannischen Domesday Book erwähnt wird. Im 14./15. Jahrhundert wurde die Kirche im damals aktuellen Perpendicular Style neu errichtet. Nach einer Restaurierung in den 1850er Jahren brannte sie am 5. Januar 1867 ab. Unter der Leitung des Architekten George Gilbert Scott wurde sie in den darauffolgenden Jahren unter weitgehender Beibehaltung des Grundrisses und der Wiederverwendung einiger erhaltener Teile neugebaut; lediglich der Chor (chancel) wurde verlängert. Die Weihe erfolgte im Jahr 1870.

## Architektur
Der von Strebepfeilern stabilisierte Westturm hat den Brand weitestgehend unversehrt überstanden. Das Mittelschiff der dreischiffigen Basilika ist von leicht angeschrägten hölzernen Flachdecken über ebenfalls hölzernen Schwibbögen bedeckt; die Seitenschiffe sind flachgedeckt. Der vergrößerte Chorbereich hat eine gewölbte Kassettendecke und ein Fenster im Neo-Perpendicular-Style.

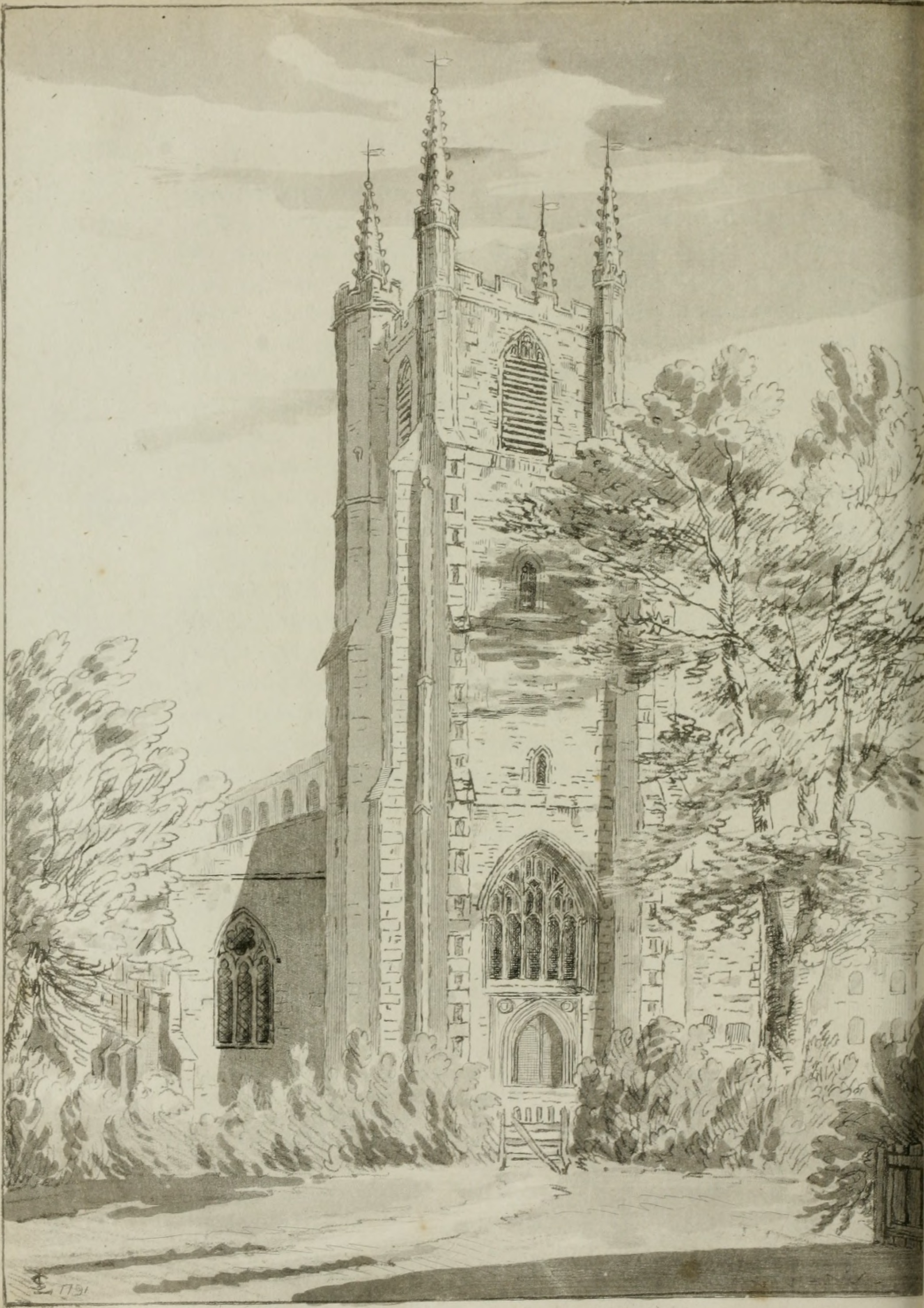
Westturm (1792)
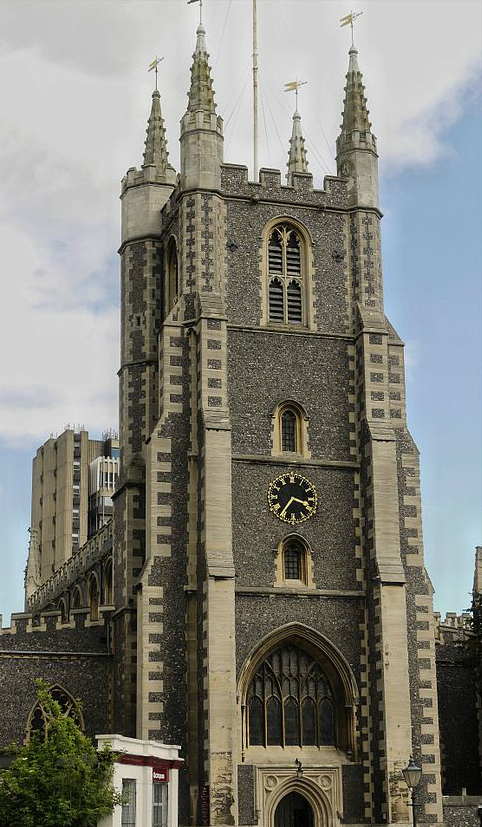
Westturm
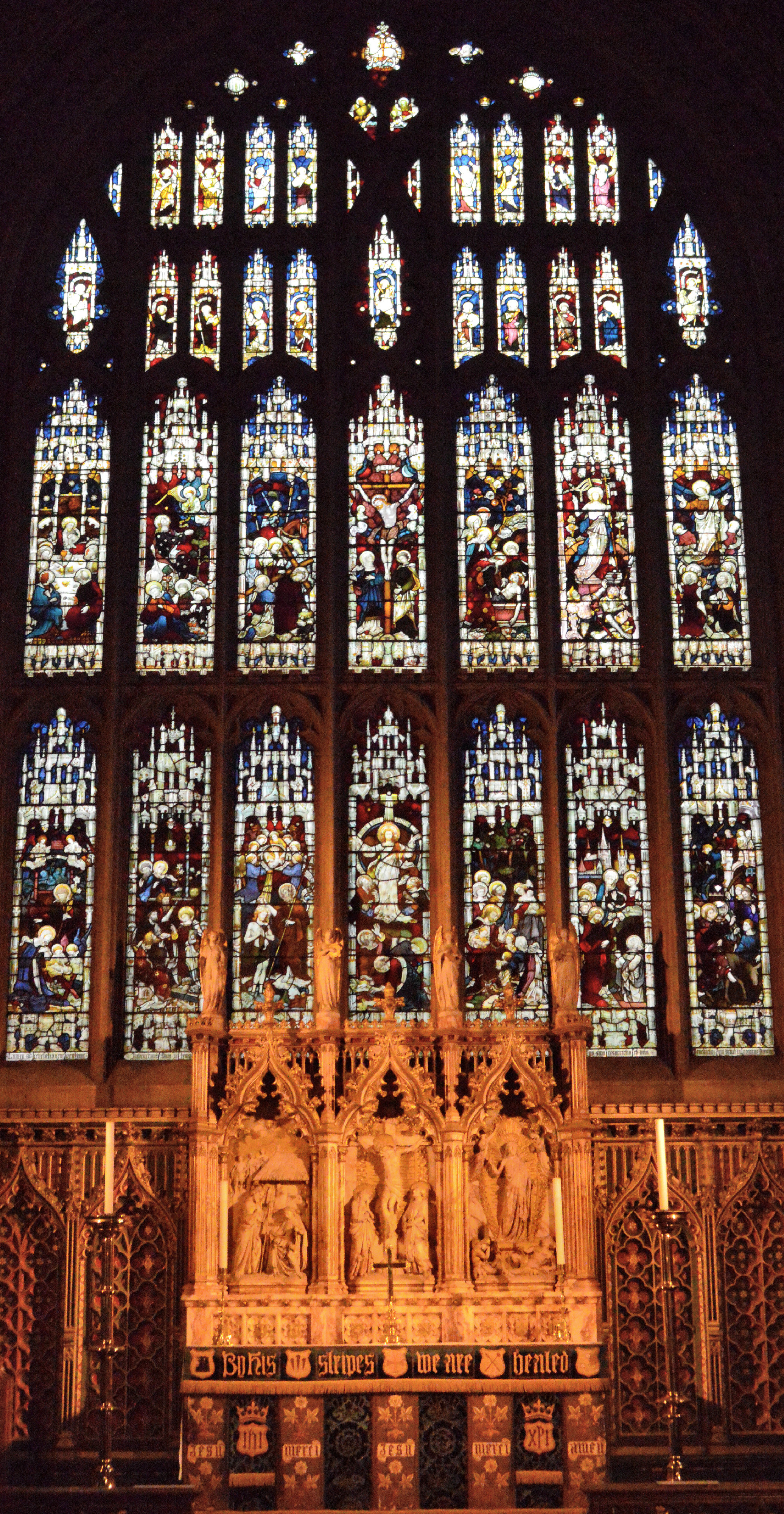
Altar und Ostfenster
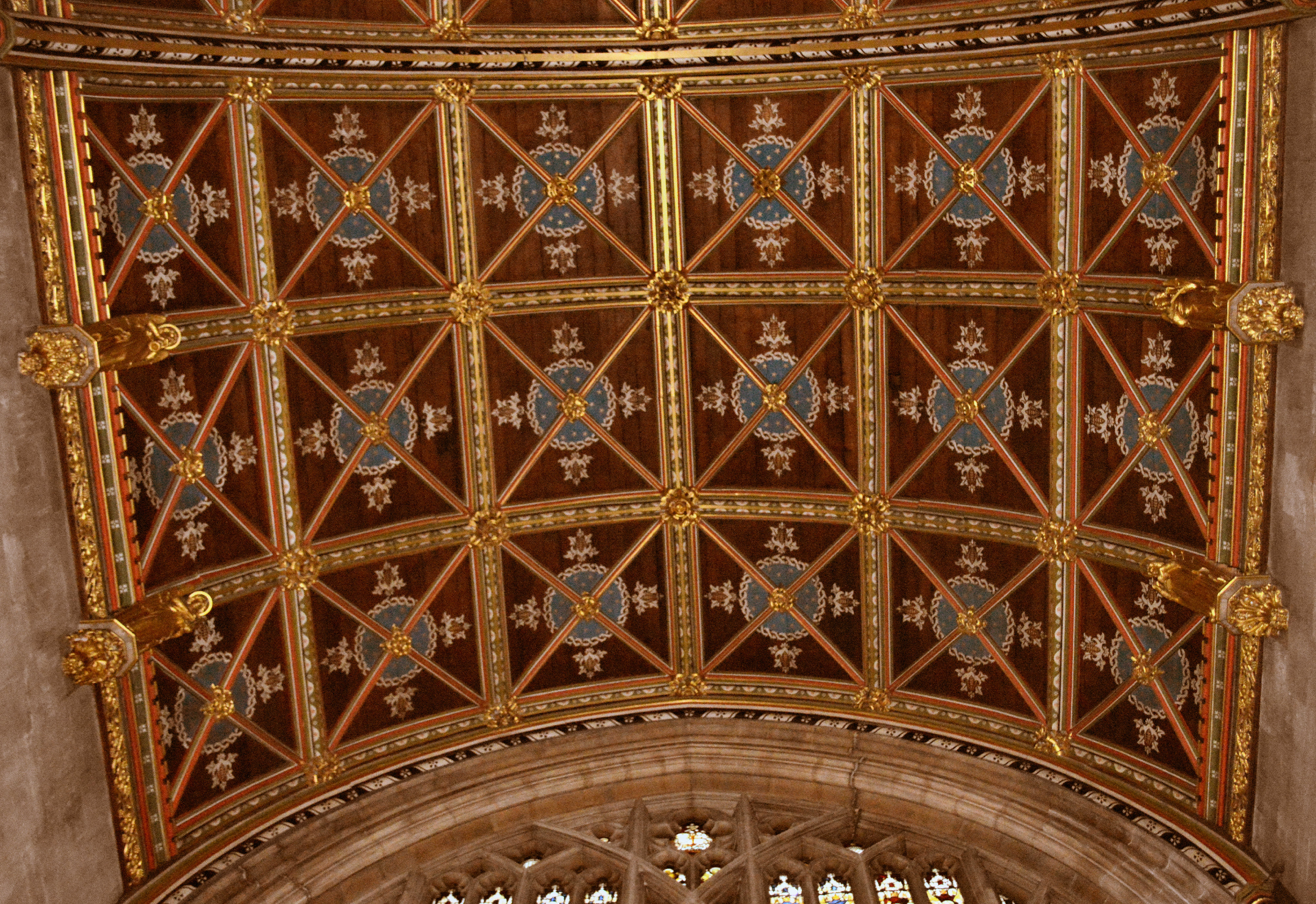
Gewölbte Kassettendecke im Chor